# کرانبوری، نیوجرسی
کرانبوری (به انگلیسی: Cranbury Township) شهری در ایالت نیوجرسی کشور ایالات متحده آمریکا است که جمعیت آن در سرشماری سال ۲۰۱۰ میلادی، ۳٬۸۵۷ نفر بوده‌است.